# Veran och Furuskäret
Veran och Furuskäret med Petisbådan är en ö i Finland. Den ligger i Norra kvarken och i kommunen Vörå i landskapet Österbotten, i den västra delen av landet. Ön ligger omkring 37 kilometer norr om Vasa och omkring 400 kilometer norr om Helsingfors.
Öns area är 1,2 kvadratkilometer och dess största längd är 2,7 kilometer i nord-sydlig riktning.

## Några delöar med egna namn
- Veran 63°24′36″N 21°47′23″Ö / 63.41006°N 21.7897°Ö
- Furuskäret 63°25′13″N 21°47′57″Ö / 63.42023°N 21.79922°Ö
- Petisbådan 63°25′03″N 21°48′38″Ö / 63.41759°N 21.81068°Ö

## Klimat
Inlandsklimat råder i trakten. Årsmedeltemperaturen i trakten är 3 °C. Den varmaste månaden är augusti, då medeltemperaturen är 15 °C, och den kallaste är januari, med −9 °C.